# Liberal Arts (Film)
Liberal Arts ist eine US-amerikanische Tragikomödie aus dem Jahr 2012 und nach HappyThankYouMorePlease (2010) der zweite Film von Josh Radnor, der auch das Drehbuch schrieb, Regie führte und die Hauptrolle übernahm. Der Film erzählt die Geschichte des 35-jährigen Jesse, der nach einem Besuch an seinem ehemaligen College eine Beziehung mit der 19 Jahre alten Studentin Zibby beginnt.

## Handlung
Der 35-jährige Jesse Fischer lebt in New York und arbeitet dort in der College-Zulassungsstelle. Er liebt Literatur und Sprachen, ist seit kurzer Zeit Single und unzufrieden mit seinem Leben und seiner Karriere. Er glaubt, dass er während seines Studiums der Freien Künste in Ohio die glücklichsten Jahre seines bisherigen Lebens erlebt hat, weil er sich dort ununterbrochen mit Lyrik beschäftigen konnte und unter Gleichgesinnten war. Zufällig lädt Peter Hoberg, sein ehemaliger Englisch-Professor, Jesse zu sich ans College ein, um an seiner Abschiedsfeier teilzunehmen.
Dort trifft Jesse die 19-jährige Zibby, Schauspiel-Studentin und Tochter von Peters Freunden. Nach der Feier stößt Jesse zufällig auf eine Party im Studentenwohnheim, wo er auch Zibby wiedertrifft. Die beiden verbringen den nächsten Nachmittag miteinander, laufen über den Campus und tauschen sich über das Leben, Bücher und Musik aus. Währenddessen trifft Jesse auch auf seine ehemalige Professorin Judith Fairfield, eine Frau, die er lange Zeit verehrte, und auf Dean, einen hochintelligenten, aber depressiven Studenten, der genau wie Jesse immer ein Buch bei sich trägt.
Bevor Jesse abreist, bittet Zibby ihn, in Kontakt zu bleiben. Die beiden werden Brieffreunde und kommen sich so immer näher. Bald lädt Zibby Jesse zu einem Treffen auf dem Campus ein. Obwohl Jesse aufgrund des großen Altersunterschiedes Bedenken hat, lässt er sich darauf ein und besucht sie. Allerdings werden die beiden von Peter „erwischt“. Peter warnt Jesse davor, in der Vergangenheit zu leben, und rät ihm, endlich erwachsen zu werden. Zibby, die davon nichts mitbekommt, fragt Jesse, ob er mit ihr schlafen möchte. Jesse stimmt erst zu, lehnt aber ab, als er erfährt, dass es Zibbys erstes Mal wäre, und verlässt den Raum. Ihrer Enttäuschung und Verärgerung versucht Zibby daraufhin auf einer Studentenparty Luft zu machen, indem sie dort einen Kommilitonen küsst. Jesse stößt auf dem Weg auf Professorin Fairfield; die beiden haben einen One-Night-Stand, doch ihre bittere, zynische Lebenseinstellung, die sich danach zeigt, desillusioniert und verschreckt ihn.
Jesse kehrt letztendlich nach New York zurück, wo er Ana kennenlernt, eine Buchhändlerin in seinem Alter mit einer ähnlich großen Liebe für Literatur. Die beiden verlieben sich, und Jesse scheint das Vergangene vergessen zu können. Nachdem er einen Selbstmordversuch von Dean verhindern kann, beschließt er, sich bei Zibby zu entschuldigen. Diese erzählt ihm, dass sie hoffte, durch die Beziehung mit Jesse schneller erwachsen werden zu können, und gibt zu, dass sie sein Verhalten versteht und akzeptiert. Zum Ende des Films wird ein glücklich wirkender Jesse gezeigt, der sich auf ein Leben mit Ana freut.

## Hintergrund
In den Vereinigten Staaten wurde der Film nur äußerst eingeschränkt in den Kinos gezeigt und spielte rund 327.000 US-Dollar ein. In Deutschland erschien er im Dezember 2013 direkt auf DVD.

## Rezeption
Der Film erhielt überwiegend positive Kritiken. Auf der US-amerikanischen Filmkritikwebsite Rotten Tomatoes sind 70 % der Kritiken positiv bei insgesamt 104 Kritiken. Das Fazit der Seite lautet: „Obwohl der Film etwas mehr Biss nötig hätte, funktioniert er als gutmütiger und überraschend cleverer Blick auf die süchtig machende Anziehungskraft unserer Jugend.“ (englisch While it's hard not to wish it had a little more bite, Liberal Arts ultimately succeeds as a good-natured -- and surprisingly clever -- look at the addictive pull of nostalgia for our youth.) Der US-amerikanische Filmkritiker Roger Ebert nannte den Film in der Chicago Sun-Times „ein fast unverschämtes Vergnügen“ und gab dem Film 3½ von 4 Sternen. Auf der Bewertungswebsite Metacritic erhält der Film eine Bewertung von 55/100 basierend auf 24 Kritiken.
Das Lexikon des internationalen Films meint, die „Regiearbeit des Sitcom-Stars Josh Radnor ist eine sympathische Dramödie, die leicht und liebevoll um Themen wie Identitätsfindung und die Spannung zwischen Träumen und Realität kreist“. Dabei überzeuge sie nicht zuletzt durch ihre „sorgfältig charakterisierten Figuren als stimmiges Seelenporträt voller Lebenserfahrung und Freiherzigkeit“. Die Filmzeitschrift Cinema kritisierte zwar den Mangel an „raffinierten Storyelementen oder Gags im Minutentakt“, lobte jedoch „lakonische Sinnsuche“ des Filmhelden, die ein „Gefühl der Wärme und Geborgenheit“ hinterlasse. Im Fazit heißt es: „Lakonischer Mix aus Romanze, Identitätssuche und Hommage an die Kraft der Poesie.“